# Loboptera subterranea
Loboptera subterranea är en kackerlacksart som beskrevs av Martin och Oromi 1987. Loboptera subterranea ingår i släktet Loboptera och familjen småkackerlackor. Inga underarter finns listade i Catalogue of Life.